# Aasai
Aasai (pronúnciaⓘ, transl.: Desejo) é um filme de suspense romântico indiano em tâmil de 1995, escrito e dirigido por Vasanth e produzido por Mani Ratnam. O filme contou com Ajith Kumar e o estreante Suvalakshmi nos papéis principais, enquanto Prakash Raj, Rohini, Poornam Vishwanathan, Nizhalgal Ravi e Vadivelu desempenham papéis de apoio. Jeeva foi o diretor de fotografia, enquanto Deva compunha a música. Após o lançamento, o filme recebeu críticas positivas e se tornou um sucesso comercial nas bilheterias. O filme foi dublado em telugo como Asa Asa Asa, e refeito em hindi como Pyaar Zindagi Hai.

## Elenco
- Ajith Kumar como Jeevanantham "Jeeva" (dublado pelo ator Suresh)
- Suvalakshmi como Saraswathi (Yamuna) (dublado pela atriz Revathi)
- Prakash Raj como Major Madhavan
- Rohini como Ganga
- Poornam Vishwanathan como pai de Yamuna
- Nizhalgal Ravi como Lt. Col Hariharan
- Vadivelu como amigo de Jeeva
- Dhamu como amigo de Jeeva
- S. J. Suryah como motorista
- Monica (artista mirim)
- Mayilsamy
- Madhan Bob
- Mahanadi Shankar
- Veeraraghavan
- Bayilvan Ranganathan
- Pooja Batra em uma aparição especial na música "Shokkadikuthu Sona"
- Anand Krishnamoorthi em uma aparição especial na música "Shokkadikuthu Sona"
- Raju Sundaram em uma aparição especial na música "Shokkadikuthu Sona"

## Produção
O papel principal foi inicialmente oferecido por Vasanth a Suriya, filho do ator Sivakumar, para fazer sua estreia, mas ele rejeitou a oferta, alegando falta de interesse em uma carreira de ator. Ele foi devidamente substituído por Ajith Kumar, em seu primeiro papel principal, depois que Vasanth e S. Sriram ficaram impressionados com o desempenho de Ajith em Pavithra. Suresh apelidado de Ajith no filme.

## Lançamento
Após o lançamento, o filme recebeu críticas positivas dos críticos. Ananda Vikatan, em uma crítica datada de 1 de outubro de 1995, classificou o filme em 41 de 100. O filme ganhou três prêmios no Tamil Nadu State Awards, recebendo honras pelo Tamil Nadu State Film Award de Melhor Diretor por Vasanth e o Tamil Nadu State Film Award de Melhor Diretor Musical de Deva. O filme foi posteriormente refeito em hindi como Pyaar Zindagi Hai em 2001. O filme durou duzentos dias nos cinemas e um grande avanço na carreira de Ajith Kumar.